# Сестшанкі
Сестшанкі (пол. Siestrzanki) — село в Польщі, у гміні Єдвабне Ломжинського повіту Підляського воєводства.
Населення — 81 особа (2011).
У 1975-1998 роках село належало до Ломжинського воєводства.

## Демографія
Демографічна структура станом на 31 березня 2011 року:
|          | Загалом | Допрацездатний вік | Працездатний вік | Постпрацездатний вік |
| -------- | ------- | ------------------ | ---------------- | -------------------- |
| Чоловіки | 42      | 5                  | 33               | 4                    |
| Жінки    | 39      | 5                  | 21               | 13                   |
| Разом    | 81      | 10                 | 54               | 17                   |